# ジョージ・オットー・ゲイ
ジョージ・オットー・ゲイ（George Otto Gey、1899年7月6日 - 1970年11月8日）は、HeLa細胞の株を確立したことで知られるアメリカ合衆国の生物学者である。

## 伝記
ゲイはペンシルベニア州で生まれた。両親はドイツ出身である。1921年にピッツバーグ大学で学士号を取り、ここで動物学を教えた。1926年頃、彼はウィスコンシン州出身のマーガレット・K（1900年-1989年）と結婚した。1930年までに、彼らはボルチモアのセントポールストリートに転居し、1950年代中頃に彼らは、ジョンズ・ホプキンズ大学で組織培養研究所を始めた。ハワード・ジョーンズ博士から提供されたヘンリエッタ・ラックスの子宮頸部の細胞のサンプルを用いて、不滅のヒト細胞株を確立した。
ゲイは、ローラードラムの開発者でもある。この機械は、細胞培養を育てるのを助ける最初の機械の1つである。ローラードラムは、様々な組織とその適切な生育基質が配置される複数の穴から構成される。ドラムは、基質を攪拌し、また1時間に1度、培養物を環境に晒すために回転する。ゲイはさらに、細胞の分裂と成長を最初にフィルムに収めた人物の1人でもある。彼は、温度制御インキュベーター付きの低速度撮影カメラを考案した。
ゲイは、膵臓癌で死去した。彼の癌の緊急処置を行っている際、医師は、癌がリンパ節、肺、心臓にも転移していることを発見し、治療は不可能であった。ゲイは、肝臓から癌の切片を切り出して、研究用の細胞株とすることを望んだ。しかし医師は彼の要望を聞き入れず、ゲイは手術後に目覚めた時に激怒した。

## 関連文献
- Rebecca Skloot, 2010 The Immortal Life of Henrietta Lacks, Random House, ISBN 978-1-4000-5217-2
- Fedoroff, S. (1971). George Otto Gey.  1899-1970. Anat Rec 171(1): 127-128.
- Hanks, J. H. and F. B. Bang (1971). Dr. George Otto Gey 1899-1970. In Vitro 6(4): 3-4.
- Harvey, A. M. (1975). Johns Hopkins, the birthplace of tissue culture: the story of Ross G. Harrison
- Warren Y. Lewis, and George O. Gey. Johns Hopkins Med J 136(3): 142-149.
- Jones, H. W., Jr., V. A. McKusick, et al. (1971). George Otto Gey (1899-1970). The HeLa cell and a reappraisal of its origin. Obstet Gynecol 38(6): 945-949.
- Skloot, R.; Obsessed With Culture: George Gey and his quest to cure cancer, with the help of Henrietta Lacks (2001).